# Teorema de Schrödinger-HJW
En teoria de la informació quàntica i òptica quàntica, el teorema de Schrödinger-HJW és un resultat sobre la realització d'un estat mixt d'un sistema quàntic com un conjunt d'estats quàntics purs i la relació entre les purificacions corresponents dels operadors de densitat. El teorema rep el nom dels físics i matemàtics Erwin Schrödinger, Lane P. Hughston, Richard Jozsa i William Wootters. El resultat també va ser trobat de manera independent (encara que parcialment) per Nicolas Gisin,  i per Nicolas Hadjisavvas basant-se en el treball d'Ed Jaynes, mentre que una part significativa d'ell també va ser descoberta independentment per N. David Mermin. Gràcies a la seva complicada història, també és conegut amb altres noms com ara el teorema GHJW, el teorema HJW i el teorema de purificació.

## Purificació d'un estat quàntic mixt
Deixa {\displaystyle {\mathcal {H}}_{S}} ser un espai de Hilbert complex de dimensions finites i considerar un estat quàntic genèric (possiblement mixt). {\displaystyle \rho } definit a {\displaystyle {\mathcal {H}}_{S}} i admetent una descomposició de la forma {\displaystyle \rho =\sum _{i}p_{i}|\phi _{i}\rangle \langle \phi _{i}|} per a una col·lecció d'estats (no necessàriament mútuament ortogonals). {\displaystyle |\phi _{i}\rangle \in {\mathcal {H}}_{S}} i coeficients {\displaystyle p_{i}\geq 0} tal que {\textstyle \sum _{i}p_{i}=1}. Tingueu en compte que qualsevol estat quàntic es pot escriure d'aquesta manera per a alguns {\displaystyle \{|\phi _{i}\rangle \}_{i}} i {\displaystyle \{p_{i}\}_{i}}.
Qualsevol tal {\displaystyle \rho } es pot purificar, és a dir, representat com la traça parcial d'un estat pur definit en un espai de Hilbert més gran. Més precisament, sempre és possible trobar un espai de Hilbert (de dimensions finites). {\displaystyle {\mathcal {H}}_{A}} i un estat pur {\displaystyle |\Psi _{SA}\rangle \in {\mathcal {H}}_{S}\otimes {\mathcal {H}}_{A}} tal que {\displaystyle \rho =\operatorname {Tr} _{A}{\big (}|\Psi _{SA}\rangle \langle \Psi _{SA}|{\big )}}. A més, els estats {\displaystyle |\Psi _{SA}\rangle } satisfer això són tots i només els de la forma {\displaystyle |\Psi _{SA}\rangle =\sum _{i}{\sqrt {p_{i}}}|\phi _{i}\rangle \otimes |a_{i}\rangle } per alguna base ortonormal {\displaystyle \{|a_{i}\rangle \}_{i}\subset {\mathcal {H}}_{A}}. L'estat {\displaystyle |\Psi _{SA}\rangle } llavors s'anomena "purificació de {\displaystyle \rho } ". Com que l'espai auxiliar i la base es poden triar arbitràriament, la purificació d'un estat mixt no és única; de fet, hi ha infinites purificacions d'un estat mixt determinat. Perquè tots admeten una descomposició en la forma indicada anteriorment, donat qualsevol parell de purificacions {\displaystyle |\Psi \rangle ,|\Psi '\rangle \in {\mathcal {H}}_{S}\otimes {\mathcal {H}}_{A}}, sempre hi ha alguna operació unitària {\displaystyle U:{\mathcal {H}}_{A}\to {\mathcal {H}}_{A}} tal que {\displaystyle |\Psi '\rangle =(I\otimes U)|\Psi \rangle .}

## Teorema
Cal considerar un estat quàntic mixt {\displaystyle \rho } amb dues realitzacions diferents com a conjunt d'estats purs com {\textstyle \rho =\sum _{i}p_{i}|\phi _{i}\rangle \langle \phi _{i}|} i {\textstyle \rho =\sum _{j}q_{j}|\varphi _{j}\rangle \langle \varphi _{j}|}. Aquí tots dos {\displaystyle |\phi _{i}\rangle } i {\displaystyle |\varphi _{j}\rangle } no se suposa que són mútuament ortogonals. Hi haurà dues purificacions corresponents de l'estat mixt {\displaystyle \rho } lectura de la següent manera:
Purificació 1: {\displaystyle |\Psi _{SA}^{1}\rangle =\sum _{i}{\sqrt {p_{i}}}|\phi _{i}\rangle \otimes |a_{i}\rangle } ;
Purificació 2: {\displaystyle |\Psi _{SA}^{2}\rangle =\sum _{j}{\sqrt {q_{j}}}|\varphi _{j}\rangle \otimes |b_{j}\rangle }.
Els conjunts {\displaystyle \{|a_{i}\rangle \}} i {\displaystyle \{|b_{j}\rangle \}} són dues col·leccions de bases ortonormals dels respectius espais auxiliars. Aquestes dues purificacions només es diferencien per una transformació unitària que actua sobre l'espai auxiliar, és a dir, existeix una matriu unitària {\displaystyle U_{A}} tal que {\displaystyle |\Psi _{SA}^{1}\rangle =(I\otimes U_{A})|\Psi _{SA}^{2}\rangle }. Per tant, {\textstyle |\Psi _{SA}^{1}\rangle =\sum _{j}{\sqrt {q_{j}}}|\varphi _{j}\rangle \otimes U_{A}|b_{j}\rangle }, el que significa que podem realitzar els diferents conjunts d'un estat mixt només fent diferents mesures sobre el sistema de purificació.